# Charles Follen McKim
Charles Follen McKim (Condado de Chester, Pensilvânia, 24 de agosto de 1847 – 14 de setembro de 1909) foi um arquiteto de Beaux-Arts estadunidense. Com Stanford White foi o profissional de arquitetura da firma McKim, Mead & White.

## Prêmios e honrarias
McKim recebeu diversos prêmio durante sua vida, incluindo a Medaille d'Or na Exposição Universal de 1900 e uma medalha de ouro de Eduardo VII do Reino Unido. Foi eleito fellow do Instituto Americano de Arquitetos em 1877, e recebeu a Medalha de Ouro da AIA, postumamente, em 1909.